# New Statesman
New Statesman è una rivista politica britannica di sinistra, fondata nel 1913 da esponenti della Società Fabiana, pubblicata a Londra con periodicità settimanale.

## Storia
Il New Statesman è stato fondato nel 1913 da Sidney e Beatrice Webb, con il sostegno di George Bernard Shaw e di altri esponenti di spicco della Società Fabiana (Fabian Society). Il suo primo direttore fu Clifford Sharp, che resse la rivista fino al 1928. Sebbene i coniugi Webb e la Società Fabiana fossero più vicini al Partito Laburista, Sharp appoggiava soprattutto il Partito Liberale di Asquith.
Il successore di Clifford Sharp, Kingsley Martin, diresse il settimanale per trent'anni portandolo su posizioni di sinistra. Negli anni trenta la linea politica del settimanale fu fortemente antifascista e critico verso gli eventuali atteggiamenti concilianti dei governi inglesi nei confronti dei regimi di Hitler e Mussolini; positivo fu invece l'atteggiamento verso l'Unione Sovietica di Stalin. Nel 1931 il New Statesman si fuse con il settimanale liberale Nation and Athenaeum, e mutò il proprio nome in New Statesman and Nation, mantenuto fino al 1964; nel 1933 assorbì il settimanale Weekend Review. Con la direzione di Martin la diffusione del New Statesman crebbe fino a raggiungere 70 000 copia nel 1945, rivestendo pertanto un ruolo chiave nella politica dei laburisti. Il giornale accolse favorevolmente la vittoria laburista del 1945 alle elezioni generali, ma ebbe una posizione critica verso la politica estera del nuovo governo. Il settimanale negli anni cinquanta si oppose alla guerra di Corea, e appoggiò le campagne a favore del disarmo nucleare.
Dopo il pensionamento di Martin (1960) la direzione passò a John Freeman, un giornalista con pregressa attività politica (nel 1951 si era dimesso dal governo laburista di Aneurin Bevan e Harold Wilson per contrasti sul National Health Service, il sistema sanitario inglese). Nel 1965 Freeman lasciò la direzione allo storico Paul Johnson, su posizioni ancor più estreme; guidato da Johnson il New Statesman raggiunse la più alta diffusione della sua storia, 90 000 copie. Da allora la tiratura è costantemente diminuita. Nel 1988, dopo la fusione col settimanale New Society, la rivista si chiamò New Statesman and Society per i successivi otto anni, per poi ritornare al vecchio titolo nel 1994. Le frequenti variazioni del titolo e le difficoltà finanziarie degli ultimi anni le hanno fatto attribuire dai lettori l'affettuoso soprannome di "The Staggers" (L'instabile).

## Direttori
| - Clifford Sharp (1913–1928) - Charles Mostyn Lloyd (1928–1930) - Kingsley Martin (1930–1960) - John Freeman (1960–65) - Paul Johnson (1965–70) - Richard Crossman (1970–72) - Anthony Howard (1972–78) - Bruce Page (1978–82) | - Hugh Stephenson (1982–86) - John Lloyd (1986–87) - Stuart Weir (1987–91) - Steve Platt (1991–96) - Ian Hargreaves (1996–98) - Peter Wilby (1998–2005) - John Kampfner (2005–2008) - Sue Matthias (acting editor 2008) - Jason Cowley (2008-) |